# Břehy a příboj
Břehy a příboj je kniha švédského spisovatele Eyvinda Johnsona, která poprvé vyšla v roce 1946 pod názvem Strändernas svall. Příběh knihy je založen na eposu Odysseia, vyprávějící o cestě ithackého krále Odyssea domů z Trojské války. Jedná se o prozaické převyprávění známého příběhu z pohledu moderní doby. Autor v knize kladl důraz na pocity a myšlenky postav, stejně jako na podrobnější popis okolností a děje. Samotný děj však zůstal nepozměněn. V tomto díle se autor snaží zachytit náladu většinové společnosti po druhé světové válce.

## Rozdíly od eposu
Kniha začíná Odysseovým odjezdem od Kalypsó a popisuje události až do pozabíjejí nápadníků. Příběh se dělí na dvě linie; první popisuje osudy Odyssea, druhá popisuje situaci na Ithace z pohledu Telemácha a Penelopé. Oproti originálu působí postavy více lidsky; mají i špatně vlastnosti a dávají najevo i negativní emoce.

## Adaptace
V roce 1992 natočil Český rozhlas třídílnou rozhlasovou hru na motivy Johnsonovy knihy.